# Grabowiec (powiat lipski)
Grabowiec – wieś sołecka w Polsce położona w województwie mazowieckim, w powiecie lipskim, w gminie Rzeczniów. Dawniej miasto.
Sołectwo Grabowiec jest siedzibą rzymskokatolickiej parafii św. Mikołaja. 
W latach 1954–1972 wieś należała i była siedzibą władz gromady Grabowiec. Do 1975 miejscowość należała do powiatu iłżeckiego w województwie kieleckim, w latach 1975–1998 administracyjnie do województwa radomskiego.
| SIMC    | Nazwa      | Rodzaj    |
| ------- | ---------- | --------- |
| 0635520 | Glinianki  | część wsi |
| 0635537 | Piotrówka  | część wsi |
| 0635543 | Poduchowny | część wsi |
| 0635550 | Ściegna    | część wsi |
| 0635566 | Zapłocie   | część wsi |

## Historia
Grabowiec jako miasto lokowany został w 1601 roku przez Krzysztofa Krzyżanowskiego na gruntach ówczesnej wsi Oszczywilk. Prawa miejskie utracił na skutek ukazu carskiego w 1869.
W 1911 roku czyniono próby o przywrócenie praw miejskich: m.in. znów założono jarmarki, sąd grodzki i inne placówki publiczne. Niestety, I wojna światowa pokrzyżowała te plany, bo w czasie jej trwania Grabowiec całkowicie spłonął.

## Zabytki
- Kościół parafialny pw. św. Mikołaja z roku 1629, nr rejestru: 159/A z 23.06.1967 oraz 63/A wpisany do rejestru dnia 5.05.1981
- dom przy ulicy Polnej 55, drewniany z roku 1920, nr rejestru: 164/A wpisany do rejestru 30.04.1982[10].

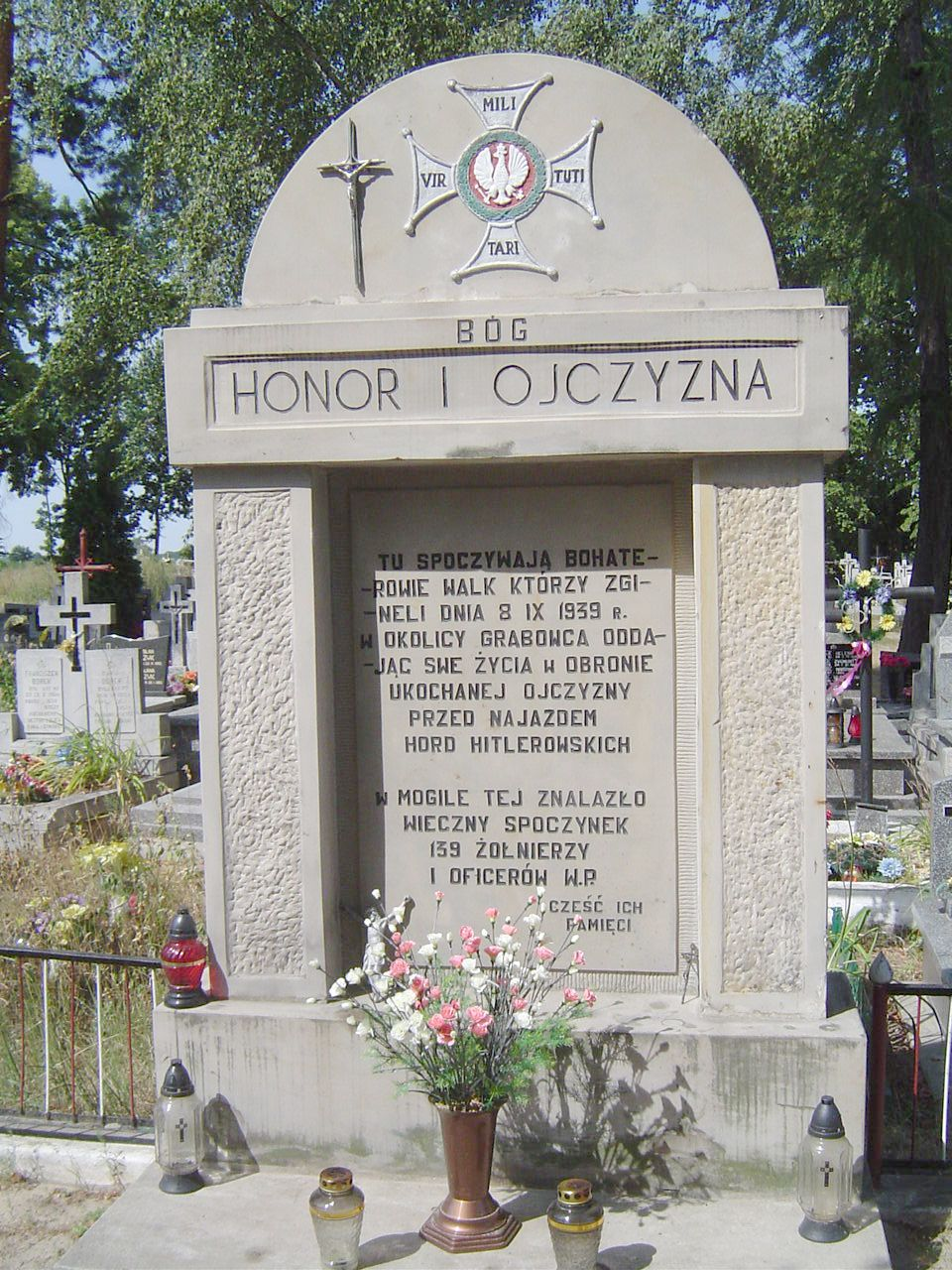
Mogiła żołnierzy polskich poległych 8.09.1939

- W Rynku mogiła nieznanego żołnierza polskiego poległego w wojnie polsko-bolszewickiej 1920 r.
- Na cmentarzu mogiła 139 żołnierzy polskich poległych w kampanii wrześniowej 8 września 1939.